# 2023年のナショナルリーグチャンピオンシップシリーズ
2023年の野球において、メジャーリーグベースボール（MLB）のポストシーズンは10月3日に開幕した。ナショナルリーグの第54回リーグチャンピオンシップシリーズ（英語: 54th National League Championship Series、以下「リーグ優勝決定戦」と表記）は、16日から24日にかけて計7試合が開催された。その結果、アリゾナ・ダイヤモンドバックス（西地区）がフィラデルフィア・フィリーズ（東地区）を4勝3敗で下し、22年ぶり2回目のリーグ優勝およびワールドシリーズ進出を果たした。
両球団がポストシーズンで対戦するのはこれが初めて。2022年のポストシーズン出場枠拡大にともない、地区優勝を逃したワイルドカード球団どうしがリーグ優勝決定戦で対戦しうるようになったが、ナショナルリーグでは同年に続いて今回もそうなった。レギュラーシーズン90勝以下の球団どうしが対戦するのも2年連続であり、今シリーズを制したダイヤモンドバックスの84勝は、短縮シーズンを除けばワールドシリーズ進出球団史上3番目に少ない。シリーズMVPには、第3戦でのサヨナラ適時打を含む全7試合で安打を放ち、打率.387・3打点・OPS.987を記録したダイヤモンドバックスのケーテル・マルテが選出された。しかしダイヤモンドバックスは、ワールドシリーズではアメリカンリーグ王者テキサス・レンジャーズに1勝4敗で敗れ、22年ぶり2度目の優勝を逃した。
2021年、MLB機構が非銀行系住宅ローン会社のローンデポと契約を締結し、同社はその年から5年間リーグ優勝決定戦の冠スポンサーとなった。これにより、大会名はナショナルリーグチャンピオンシップシリーズ presented by ローンデポ（英語: National League Championship Series presented by loanDepot）となる。

## 両チームの2023年
10月11日にまずダイヤモンドバックス（西地区2位＝第3ワイルドカード）が、そして12日にはフィリーズ（東地区2位＝第1ワイルドカード）が、それぞれ地区シリーズ突破を決めてリーグ優勝決定戦へ駒を進めた。
ダイヤモンドバックスは2022年、74勝88敗と負け越し地区4位に沈んだ。ただ終盤の2か月で若手選手が台頭するなどチームの骨格が定まりつつあり、オフにはその中心となる新人外野手コービン・キャロルと8年の延長契約を結んだ。2023年は開幕からロサンゼルス・ドジャースとの地区首位争いを展開する。MLBが導入した投球間の時間制限 "ピッチクロック" や牽制球の回数制限等の新規則と、チームが標榜する走塁重視の野球がはまって躍進の原動力となった。前半戦終了時には52勝39敗でドジャースとゲーム差なしの2位につけ、8月1日のトレード期限までには、不安定な救援投手陣に抑えとしてポール・シーウォルドを加えた。しかしこの時期チームは勢いを失い、8月11日には9連敗で57勝59敗まで成績を落とした。ドジャースには12.5ゲーム差をつけられて地区優勝が難しくなったが、復調してからは東地区のマイアミ・マーリンズ、中地区のシカゴ・カブスやシンシナティ・レッズとワイルドカードを争う。その結果9月30日、マーリンズとともに残り2枠へ滑り込んだ。平均得点4.60はリーグ7位、防御率4.47はリーグ10位。キャロルは新人初の25本塁打・50盗塁を記録する活躍ぶりで、先発投手のザック・ガレンやメリル・ケリーとともにチーム躍進の立役者となった。ワイルドカードシリーズではミルウォーキー・ブルワーズを2勝0敗で、地区シリーズではドジャースを3勝0敗で、それぞれ下した。
フィリーズは、2022年はワイルドカードからリーグ優勝を果たしたが、ワールドシリーズで敗退した。オフには遊撃手トレイ・ターナーや先発投手タイフアン・ウォーカーらを獲得した一方、中心打者ブライス・ハーパーが右肘手術で2023年前半戦を欠場する見込みとなり、加えて開幕直前の3月下旬には一塁手リース・ホスキンスも左膝前十字靭帯の損傷で長期欠場に追い込まれた。チームは開幕後しばらく低迷し、6月2日には25勝32敗で地区最下位タイに落ちる。前半戦終了までに48勝41敗と勝率を上向かせたが、地区首位アトランタ・ブレーブスからは12.0ゲーム差離され、ワイルドカード争いでも4位にいた。予定を早めて5月上旬に復帰したハーパーや新戦力ターナーが打撃不振に陥り、投手陣でも先発2枚看板のザック・ウィーラーとアーロン・ノラがともに防御率4点台と苦しんだ。ただ後半戦が始まると、8月末までの2か月弱で20の逆転勝利を積み重ねてワイルドカード争いで首位に浮上、そのまま9月26日にポストシーズン進出を決めた。平均得点4.91と防御率4.03のいずれもリーグ4位。打線は全打順で平均OPS.700超と手薄なところがないうえに8月以降は本塁打が増加、投手陣は先発ローテーションでウィーラーとノラ、T・ウォーカーの3人が合計40勝21敗と19の勝ち越しを作った。ワイルドカードシリーズではマーリンズを2勝0敗で、地区シリーズではブレーブスを3勝1敗で、それぞれ下した。
リーグ優勝決定戦の第1・2・6・7戦を本拠地で開催できる "ホームフィールド・アドバンテージ" は、地区優勝球団どうしやワイルドカード球団どうしの対戦の場合はレギュラーシーズンの勝率がより高いほうの球団に、地区優勝球団とワイルドカード球団が対戦する場合は地区優勝球団に与えられる。したがって今シリーズでは、フィリーズがアドバンテージを得る。この年のレギュラーシーズンでは両球団は7試合対戦し、フィリーズが4勝3敗と勝ち越していた。

## ロースター
両チームの出場選手登録（ロースター）は以下の通り。
- 名前の横の★はこの年のオールスターゲームに選出された選手を、＃はレギュラーシーズン開幕後に入団した選手を示す。
- 年齢は今シリーズ開幕時点でのもの。

| アリゾナ・ダイヤモンドバックス | アリゾナ・ダイヤモンドバックス | アリゾナ・ダイヤモンドバックス | アリゾナ・ダイヤモンドバックス | アリゾナ・ダイヤモンドバックス | アリゾナ・ダイヤモンドバックス | アリゾナ・ダイヤモンドバックス | フィラデルフィア・フィリーズ | フィラデルフィア・フィリーズ | フィラデルフィア・フィリーズ | フィラデルフィア・フィリーズ | フィラデルフィア・フィリーズ | フィラデルフィア・フィリーズ | フィラデルフィア・フィリーズ |
| 守備位置                       | 背番号                         | 出身                           | 選手                           | 投                             | 打                             | 年齢                           | 守備位置                     | 背番号                       | 出身                         | 選手                         | 投                           | 打                           | 年齢                         |
| ------------------------------ | ------------------------------ | ------------------------------ | ------------------------------ | ------------------------------ | ------------------------------ | ------------------------------ | ---------------------------- | ---------------------------- | ---------------------------- | ---------------------------- | ---------------------------- | ---------------------------- | ---------------------------- |
| 投手                           | 50                             | ドミニカ共和国の旗             | ミゲル・カストロ               | 右                             | 右                             | 28                             | 投手                         | 46                           | ベネズエラの旗               | ホセ・アルバラード           | 左                           | 左                           | 28                           |
| 投手                           | 43                             | アメリカ合衆国の旗             | スレイド・セコーニ             | 右                             | 右                             | 24                             | 投手                         | 58                           | ドミニカ共和国の旗           | セランソニー・ドミンゲス     | 右                           | 右                           | 28                           |
| 投手                           | 65                             | ドミニカ共和国の旗             | ルイス・フリアス               | 右                             | 右                             | 25                             | 投手                         | 68                           | アメリカ合衆国の旗           | ジェフ・ホフマン＃           | 右                           | 右                           | 30                           |
| 投手                           | 23                             | アメリカ合衆国の旗             | ザック・ガレン★                | 右                             | 右                             | 28                             | 投手                         | 50                           | アメリカ合衆国の旗           | オリオン・カーケリング       | 右                           | 右                           | 22                           |
| 投手                           | 37                             | アメリカ合衆国の旗             | ケビン・ジンケル               | 右                             | 左                             | 29                             | 投手                         | 31                           | アメリカ合衆国の旗           | クレイグ・キンブレル★        | 右                           | 右                           | 35                           |
| 投手                           | 29                             | アメリカ合衆国の旗             | メリル・ケリー                 | 右                             | 右                             | 35                             | 投手                         | 22                           | アメリカ合衆国の旗           | マイケル・ローレンゼン★＃    | 右                           | 右                           | 31                           |
| 投手                           | 35                             | アメリカ合衆国の旗             | ジョー・マンティプリー         | 左                             | 右                             | 32                             | 投手                         | 27                           | アメリカ合衆国の旗           | アーロン・ノラ               | 右                           | 右                           | 30                           |
| 投手                           | 24                             | アメリカ合衆国の旗             | カイル・ネルソン               | 左                             | 左                             | 27                             | 投手                         | 61                           | ドミニカ共和国の旗           | クリストファー・サンチェス   | 左                           | 左                           | 26                           |
| 投手                           | 19                             | アメリカ合衆国の旗             | ライン・ネルソン               | 右                             | 右                             | 25                             | 投手                         | 30                           | ドミニカ共和国の旗           | グレゴリー・ソト             | 左                           | 左                           | 28                           |
| 投手                           | 32                             | アメリカ合衆国の旗             | ブランドン・ファート           | 右                             | 右                             | 25                             | 投手                         | 25                           | アメリカ合衆国の旗           | マット・ストラム             | 左                           | 右                           | 31                           |
| 投手                           | 57                             | アメリカ合衆国の旗             | アンドリュー・サールフランク   | 左                             | 左                             | 26                             | 投手                         | 55                           | ベネズエラの旗               | レンジャー・スアレス         | 左                           | 左                           | 28                           |
| 投手                           | 38                             | アメリカ合衆国の旗             | ポール・シーウォルド＃         | 右                             | 右                             | 33                             | 投手                         | 99                           | アメリカ合衆国の旗           | タイフアン・ウォーカー       | 右                           | 右                           | 31                           |
| 投手                           | 81                             | アメリカ合衆国の旗             | ライアン・トンプソン＃         | 右                             | 右                             | 31                             | 投手                         | 45                           | アメリカ合衆国の旗           | ザック・ウィーラー           | 右                           | 左                           | 33                           |
| 捕手                           | 11                             | ベネズエラの旗                 | ホセ・ヘレーラ                 | 右                             | 両                             | 26                             | 捕手                         | 10                           | アメリカ合衆国の旗           | J.T.リアルミュート           | 右                           | 右                           | 32                           |
| 捕手                           | 14                             | ベネズエラの旗                 | ガブリエル・モレノ             | 右                             | 右                             | 23                             | 捕手                         | 21                           | アメリカ合衆国の旗           | ギャレット・スタッブス       | 右                           | 左                           | 30                           |
| 内野手                         | 10                             | アメリカ合衆国の旗             | ジョーダン・ロウラー           | 右                             | 右                             | 21                             | 内野手                       | 28                           | アメリカ合衆国の旗           | アレク・ボーム               | 右                           | 右                           | 27                           |
| 内野手                         | 3                              | アメリカ合衆国の旗             | エバン・ロンゴリア             | 右                             | 右                             | 38                             | 内野手                       | 3                            | アメリカ合衆国の旗           | ブライス・ハーパー           | 右                           | 左                           | 31                           |
| 内野手                         | 4                              | ドミニカ共和国の旗             | ケーテル・マルテ               | 右                             | 両                             | 30                             | 内野手                       | 33                           | パナマの旗                   | エドムンド・ソーサ           | 右                           | 右                           | 27                           |
| 内野手                         | 2                              | ドミニカ共和国の旗             | ヘラルド・ペルドモ★            | 右                             | 両                             | 23                             | 内野手                       | 5                            | アメリカ合衆国の旗           | ブライソン・ストット         | 右                           | 左                           | 26                           |
| 内野手                         | 15                             | プエルトリコの旗               | エマヌエル・リベラ             | 右                             | 右                             | 27                             | 内野手                       | 7                            | アメリカ合衆国の旗           | トレイ・ターナー             | 右                           | 右                           | 30                           |
| 内野手                         | 26                             | アメリカ合衆国の旗             | ペイビン・スミス               | 左                             | 左                             | 27                             | 外野手                       | 8                            | アメリカ合衆国の旗           | ニック・カステヤノス★        | 右                           | 右                           | 31                           |
| 内野手                         | 53                             | アメリカ合衆国の旗             | クリスチャン・ウォーカー       | 右                             | 右                             | 32                             | 外野手                       | 44                           | アメリカ合衆国の旗           | ジェイク・ケイブ             | 左                           | 左                           | 30                           |
| 外野手                         | 7                              | アメリカ合衆国の旗             | コービン・キャロル★            | 左                             | 左                             | 23                             | 外野手                       | 16                           | アメリカ合衆国の旗           | ブランドン・マーシュ         | 右                           | 左                           | 25                           |
| 外野手                         | 12                             | キューバの旗                   | ルルデス・グリエルJr.★         | 右                             | 右                             | 30                             | 外野手                       | 19                           | ドミニカ共和国の旗           | クリスチャン・パチェ         | 右                           | 右                           | 24                           |
| 外野手                         | 28                             | アメリカ合衆国の旗             | トミー・ファム＃               | 右                             | 右                             | 35                             | 外野手                       | 18                           | ドミニカ共和国の旗           | ヨハン・ロハス               | 右                           | 右                           | 23                           |
| 外野手                         | 5                              | アメリカ合衆国の旗             | アレク・トーマス               | 左                             | 左                             | 23                             | 外野手                       | 12                           | アメリカ合衆国の旗           | カイル・シュワーバー         | 右                           | 左                           | 30                           |

ダイヤモンドバックスは地区シリーズのロースターから、内野手のジェイス・ピーターソンを外して投手のスレイド・セコーニを加えた。地区シリーズが最長8日間で5試合を行うのに対し、リーグ優勝決定戦は最長9日間で7試合と日程が詰まっていることから、チームは投手の層を厚くすることにした。ピーターソンは地区シリーズでは2試合に出場し、1打数無安打だった。三塁手エバン・ロンゴリアが38歳と高齢のため、休養で控え選手の出場機会が必要になる可能性があるが、チームは左打者の選択肢を持つことよりもエマヌエル・リベラの好守を優先した。
フィリーズは地区シリーズからのロースター変更はない。チームでは一塁手リース・ホスキンスが、スプリングトレーニング終盤の3月下旬に左膝前十字靭帯を損傷、レギュラーシーズンを棒に振っていた。その彼について監督のロブ・トムソンが今シリーズでの復帰をほのめかし、可能性が取り沙汰されていたが結局は実現しなかった。トムソンによれば、打撃練習では実際に投手が投げた球や高機能ピッチングマシンの球を打ち、走塁練習ではスライディングも行うなど復帰へ向けた調整が進んでいるが、守備でゴロの処理にまだ覚束ないところがあるという。

## 開幕前の予想
ESPNが自社の記者11人にどちらがシリーズを制するか予想させたところ、フィリーズ勝利予想が10人に対しダイヤモンドバックス勝利予想はひとりのみという結果となった。CBSスポーツも同様の企画を記者6人で実施し、こちらでは全員がフィリーズを支持した。また『ジ・アスレチック』でも、23人全員がフィリーズの勝利を予想した。

## 試合結果
2023年のナショナルリーグ優勝決定戦は10月16日に開幕し、途中に移動日を挟んで9日間で7試合が行われた。日程・結果は以下の通り。
| 日付                                                           | 試合  | ビジター球団（先攻）           | スコア | ホーム球団（後攻）             | 開催球場                   | 開催球場                                       |
| -------------------------------------------------------------- | ----- | ------------------------------ | ------ | ------------------------------ | -------------------------- | ---------------------------------------------- |
| 10月16日（月）                                                 | 第1戦 | アリゾナ・ダイヤモンドバックス | 3－5   | フィラデルフィア・フィリーズ   | シチズンズ・バンク・パーク | チェイス・フィールドシチズンズ・バンク・パーク |
| 10月17日（火）                                                 | 第2戦 | アリゾナ・ダイヤモンドバックス | 0－10  | フィラデルフィア・フィリーズ   | シチズンズ・バンク・パーク | チェイス・フィールドシチズンズ・バンク・パーク |
| 10月18日（水）                                                 |       | 移動日                         | 移動日 | 移動日                         |                            | チェイス・フィールドシチズンズ・バンク・パーク |
| 10月19日（木）                                                 | 第3戦 | フィラデルフィア・フィリーズ   | 1－2x  | アリゾナ・ダイヤモンドバックス | チェイス・フィールド       | チェイス・フィールドシチズンズ・バンク・パーク |
| 10月20日（金）                                                 | 第4戦 | フィラデルフィア・フィリーズ   | 5－6   | アリゾナ・ダイヤモンドバックス | チェイス・フィールド       | チェイス・フィールドシチズンズ・バンク・パーク |
| 10月21日（土）                                                 | 第5戦 | フィラデルフィア・フィリーズ   | 6－1   | アリゾナ・ダイヤモンドバックス | チェイス・フィールド       | チェイス・フィールドシチズンズ・バンク・パーク |
| 10月22日（日）                                                 |       | 移動日                         | 移動日 | 移動日                         |                            | チェイス・フィールドシチズンズ・バンク・パーク |
| 10月23日（月）                                                 | 第6戦 | アリゾナ・ダイヤモンドバックス | 5－1   | フィラデルフィア・フィリーズ   | シチズンズ・バンク・パーク | チェイス・フィールドシチズンズ・バンク・パーク |
| 10月24日（火）                                                 | 第7戦 | アリゾナ・ダイヤモンドバックス | 4－2   | フィラデルフィア・フィリーズ   | シチズンズ・バンク・パーク | チェイス・フィールドシチズンズ・バンク・パーク |
| 優勝：アリゾナ・ダイヤモンドバックス（4勝3敗 / 22年ぶり2度目） |       |                                |        |                                |                            | チェイス・フィールドシチズンズ・バンク・パーク |

### 第1戦 10月16日
- シチズンズ・バンク・パーク（ペンシルベニア州フィラデルフィア）

|                                | 1 | 2 | 3 | 4 | 5 | 6 | 7 | 8 | 9 | R | H | E |
| ------------------------------ | - | - | - | - | - | - | - | - | - | - | - | - |
| アリゾナ・ダイヤモンドバックス | 0 | 0 | 0 | 0 | 0 | 2 | 1 | 0 | 0 | 3 | 4 | 1 |
| フィラデルフィア・フィリーズ   | 2 | 1 | 1 | 0 | 1 | 0 | 0 | 0 | X | 5 | 9 | 1 |

1. 勝利：ザック・ウィーラー（1勝）
2. セーブ：クレイグ・キンブレル（1S）
3. 敗戦：ザック・ガレン（1敗）
4. 本塁打
ARI：ヘラルド・ペルドモ1号2ラン
PHI：カイル・シュワーバー1号ソロ、ブライス・ハーパー1号ソロ、ニック・カステヤノス1号ソロ
5. 審判
［球審］アンディ・フレッチャー
［塁審］一塁: ダン・アイアソーニャ、二塁: マイク・ムフリンスキー、三塁: ランス・バークスデイル
［外審］左翼: トリップ・ギブソン、右翼: アダム・ハマリ
6. 試合開始時刻: 東部夏時間（UTC-4）午後8時7分  試合時間: 2時間42分  観客: 4万5396人  気温: 56°F（13.3°C）
詳細: MLB.com Gameday / ESPN.com / Baseball-Reference.com / FanGraphs

| アリゾナ・ダイヤモンドバックス | アリゾナ・ダイヤモンドバックス | アリゾナ・ダイヤモンドバックス | アリゾナ・ダイヤモンドバックス | アリゾナ・ダイヤモンドバックス                                                                                | フィラデルフィア・フィリーズ | フィラデルフィア・フィリーズ | フィラデルフィア・フィリーズ | フィラデルフィア・フィリーズ | フィラデルフィア・フィリーズ                                                                                               |
| ------------------------------ | ------------------------------ | ------------------------------ | ------------------------------ | --- | ---------------------------- | ---------------------------- | ---------------------------- | ---------------------------- | --- |
| 打順                           | 守備                           | 選手                           | 打席                           | Z・ガレンG・モレノC・ウォーカーK・マルテE・ロンゴリアG・ペルドモL・グリエルJr.A・トーマスC・キャロルT・ファム | 打順                         | 守備                         | 選手                         | 打席                         | Z・ウィーラーJ・リアルミュートB・ハーパーB・ストットA・ボームT・ターナーB・マーシュJ・ロハスN・カステヤノスK・シュワーバー |
| 1                              | 右                             | C・キャロル                    | 左                             | Z・ガレンG・モレノC・ウォーカーK・マルテE・ロンゴリアG・ペルドモL・グリエルJr.A・トーマスC・キャロルT・ファム | 1                            | DH                           | K・シュワーバー              | 左                           | Z・ウィーラーJ・リアルミュートB・ハーパーB・ストットA・ボームT・ターナーB・マーシュJ・ロハスN・カステヤノスK・シュワーバー |
| 2                              | 二                             | K・マルテ                      | 両                             | Z・ガレンG・モレノC・ウォーカーK・マルテE・ロンゴリアG・ペルドモL・グリエルJr.A・トーマスC・キャロルT・ファム | 2                            | 遊                           | T・ターナー                  | 右                           | Z・ウィーラーJ・リアルミュートB・ハーパーB・ストットA・ボームT・ターナーB・マーシュJ・ロハスN・カステヤノスK・シュワーバー |
| 3                              | DH                             | T・ファム                      | 右                             | Z・ガレンG・モレノC・ウォーカーK・マルテE・ロンゴリアG・ペルドモL・グリエルJr.A・トーマスC・キャロルT・ファム | 3                            | 一                           | B・ハーパー                  | 左                           | Z・ウィーラーJ・リアルミュートB・ハーパーB・ストットA・ボームT・ターナーB・マーシュJ・ロハスN・カステヤノスK・シュワーバー |
| 4                              | 一                             | C・ウォーカー                  | 右                             | Z・ガレンG・モレノC・ウォーカーK・マルテE・ロンゴリアG・ペルドモL・グリエルJr.A・トーマスC・キャロルT・ファム | 4                            | 三                           | A・ボーム                    | 右                           | Z・ウィーラーJ・リアルミュートB・ハーパーB・ストットA・ボームT・ターナーB・マーシュJ・ロハスN・カステヤノスK・シュワーバー |
| 5                              | 捕                             | G・モレノ                      | 右                             | Z・ガレンG・モレノC・ウォーカーK・マルテE・ロンゴリアG・ペルドモL・グリエルJr.A・トーマスC・キャロルT・ファム | 5                            | 二                           | B・ストット                  | 左                           | Z・ウィーラーJ・リアルミュートB・ハーパーB・ストットA・ボームT・ターナーB・マーシュJ・ロハスN・カステヤノスK・シュワーバー |
| 6                              | 左                             | L・グリエルJr.                 | 右                             | Z・ガレンG・モレノC・ウォーカーK・マルテE・ロンゴリアG・ペルドモL・グリエルJr.A・トーマスC・キャロルT・ファム | 6                            | 捕                           | J・リアルミュート            | 右                           | Z・ウィーラーJ・リアルミュートB・ハーパーB・ストットA・ボームT・ターナーB・マーシュJ・ロハスN・カステヤノスK・シュワーバー |
| 7                              | 中                             | A・トーマス                    | 左                             | Z・ガレンG・モレノC・ウォーカーK・マルテE・ロンゴリアG・ペルドモL・グリエルJr.A・トーマスC・キャロルT・ファム | 7                            | 右                           | N・カステヤノス              | 右                           | Z・ウィーラーJ・リアルミュートB・ハーパーB・ストットA・ボームT・ターナーB・マーシュJ・ロハスN・カステヤノスK・シュワーバー |
| 8                              | 三                             | E・ロンゴリア                  | 右                             | Z・ガレンG・モレノC・ウォーカーK・マルテE・ロンゴリアG・ペルドモL・グリエルJr.A・トーマスC・キャロルT・ファム | 8                            | 左                           | B・マーシュ                  | 左                           | Z・ウィーラーJ・リアルミュートB・ハーパーB・ストットA・ボームT・ターナーB・マーシュJ・ロハスN・カステヤノスK・シュワーバー |
| 9                              | 遊                             | G・ペルドモ                    | 両                             | Z・ガレンG・モレノC・ウォーカーK・マルテE・ロンゴリアG・ペルドモL・グリエルJr.A・トーマスC・キャロルT・ファム | 9                            | 中                           | J・ロハス                    | 右                           | Z・ウィーラーJ・リアルミュートB・ハーパーB・ストットA・ボームT・ターナーB・マーシュJ・ロハスN・カステヤノスK・シュワーバー |
| 先発投手                       | 先発投手                       | 先発投手                       | 投球                           | Z・ガレンG・モレノC・ウォーカーK・マルテE・ロンゴリアG・ペルドモL・グリエルJr.A・トーマスC・キャロルT・ファム | 先発投手                     | 先発投手                     | 先発投手                     | 投球                         | Z・ウィーラーJ・リアルミュートB・ハーパーB・ストットA・ボームT・ターナーB・マーシュJ・ロハスN・カステヤノスK・シュワーバー |
| Z・ガレン                      | Z・ガレン                      | Z・ガレン                      | 右                             | Z・ガレンG・モレノC・ウォーカーK・マルテE・ロンゴリアG・ペルドモL・グリエルJr.A・トーマスC・キャロルT・ファム | Z・ウィーラー                | Z・ウィーラー                | Z・ウィーラー                | 右                           | Z・ウィーラーJ・リアルミュートB・ハーパーB・ストットA・ボームT・ターナーB・マーシュJ・ロハスN・カステヤノスK・シュワーバー |

### 第2戦 10月17日
- シチズンズ・バンク・パーク（ペンシルベニア州フィラデルフィア）

|                                | 1 | 2 | 3 | 4 | 5 | 6 | 7 | 8 | 9 | R  | H  | E |
| ------------------------------ | - | - | - | - | - | - | - | - | - | -- | -- | - |
| アリゾナ・ダイヤモンドバックス | 0 | 0 | 0 | 0 | 0 | 0 | 0 | 0 | 0 | 0  | 4  | 0 |
| フィラデルフィア・フィリーズ   | 1 | 0 | 1 | 0 | 0 | 4 | 4 | 0 | X | 10 | 11 | 1 |

1. 勝利：アーロン・ノラ（1勝）
2. 敗戦：メリル・ケリー（1敗）
3. 本塁打
PHI：トレイ・ターナー1号ソロ、カイル・シュワーバー2号ソロ・3号ソロ
4. 審判
［球審］カルロス・トーレス
［塁審］一塁: マイク・ムフリンスキー、二塁: ランス・バークスデイル、三塁: トリップ・ギブソン
［外審］左翼: アダム・ハマリ、右翼: アンディ・フレッチャー
5. 試合開始時刻: 東部夏時間（UTC-4）午後8時8分  試合時間: 3時間6分  観客: 4万5412人  気温: 57°F（13.9°C）
詳細: MLB.com Gameday / ESPN.com / Baseball-Reference.com / FanGraphs

| アリゾナ・ダイヤモンドバックス | アリゾナ・ダイヤモンドバックス | アリゾナ・ダイヤモンドバックス | アリゾナ・ダイヤモンドバックス | アリゾナ・ダイヤモンドバックス                                                                                | フィラデルフィア・フィリーズ | フィラデルフィア・フィリーズ | フィラデルフィア・フィリーズ | フィラデルフィア・フィリーズ | フィラデルフィア・フィリーズ                                                                                         |
| ------------------------------ | ------------------------------ | ------------------------------ | ------------------------------ | --- | ---------------------------- | ---------------------------- | ---------------------------- | ---------------------------- | --- |
| 打順                           | 守備                           | 選手                           | 打席                           | M・ケリーG・モレノC・ウォーカーK・マルテE・ロンゴリアG・ペルドモL・グリエルJr.A・トーマスC・キャロルT・ファム | 打順                         | 守備                         | 選手                         | 打席                         | A・ノラJ・リアルミュートB・ハーパーB・ストットA・ボームT・ターナーB・マーシュJ・ロハスN・カステヤノスK・シュワーバー |
| 1                              | 右                             | C・キャロル                    | 左                             | M・ケリーG・モレノC・ウォーカーK・マルテE・ロンゴリアG・ペルドモL・グリエルJr.A・トーマスC・キャロルT・ファム | 1                            | DH                           | K・シュワーバー              | 左                           | A・ノラJ・リアルミュートB・ハーパーB・ストットA・ボームT・ターナーB・マーシュJ・ロハスN・カステヤノスK・シュワーバー |
| 2                              | 二                             | K・マルテ                      | 両                             | M・ケリーG・モレノC・ウォーカーK・マルテE・ロンゴリアG・ペルドモL・グリエルJr.A・トーマスC・キャロルT・ファム | 2                            | 遊                           | T・ターナー                  | 右                           | A・ノラJ・リアルミュートB・ハーパーB・ストットA・ボームT・ターナーB・マーシュJ・ロハスN・カステヤノスK・シュワーバー |
| 3                              | DH                             | T・ファム                      | 右                             | M・ケリーG・モレノC・ウォーカーK・マルテE・ロンゴリアG・ペルドモL・グリエルJr.A・トーマスC・キャロルT・ファム | 3                            | 一                           | B・ハーパー                  | 左                           | A・ノラJ・リアルミュートB・ハーパーB・ストットA・ボームT・ターナーB・マーシュJ・ロハスN・カステヤノスK・シュワーバー |
| 4                              | 一                             | C・ウォーカー                  | 右                             | M・ケリーG・モレノC・ウォーカーK・マルテE・ロンゴリアG・ペルドモL・グリエルJr.A・トーマスC・キャロルT・ファム | 4                            | 三                           | A・ボーム                    | 右                           | A・ノラJ・リアルミュートB・ハーパーB・ストットA・ボームT・ターナーB・マーシュJ・ロハスN・カステヤノスK・シュワーバー |
| 5                              | 捕                             | G・モレノ                      | 右                             | M・ケリーG・モレノC・ウォーカーK・マルテE・ロンゴリアG・ペルドモL・グリエルJr.A・トーマスC・キャロルT・ファム | 5                            | 二                           | B・ストット                  | 左                           | A・ノラJ・リアルミュートB・ハーパーB・ストットA・ボームT・ターナーB・マーシュJ・ロハスN・カステヤノスK・シュワーバー |
| 6                              | 左                             | L・グリエルJr.                 | 右                             | M・ケリーG・モレノC・ウォーカーK・マルテE・ロンゴリアG・ペルドモL・グリエルJr.A・トーマスC・キャロルT・ファム | 6                            | 捕                           | J・リアルミュート            | 右                           | A・ノラJ・リアルミュートB・ハーパーB・ストットA・ボームT・ターナーB・マーシュJ・ロハスN・カステヤノスK・シュワーバー |
| 7                              | 中                             | A・トーマス                    | 左                             | M・ケリーG・モレノC・ウォーカーK・マルテE・ロンゴリアG・ペルドモL・グリエルJr.A・トーマスC・キャロルT・ファム | 7                            | 右                           | N・カステヤノス              | 右                           | A・ノラJ・リアルミュートB・ハーパーB・ストットA・ボームT・ターナーB・マーシュJ・ロハスN・カステヤノスK・シュワーバー |
| 8                              | 三                             | E・ロンゴリア                  | 右                             | M・ケリーG・モレノC・ウォーカーK・マルテE・ロンゴリアG・ペルドモL・グリエルJr.A・トーマスC・キャロルT・ファム | 8                            | 左                           | B・マーシュ                  | 左                           | A・ノラJ・リアルミュートB・ハーパーB・ストットA・ボームT・ターナーB・マーシュJ・ロハスN・カステヤノスK・シュワーバー |
| 9                              | 遊                             | G・ペルドモ                    | 両                             | M・ケリーG・モレノC・ウォーカーK・マルテE・ロンゴリアG・ペルドモL・グリエルJr.A・トーマスC・キャロルT・ファム | 9                            | 中                           | J・ロハス                    | 右                           | A・ノラJ・リアルミュートB・ハーパーB・ストットA・ボームT・ターナーB・マーシュJ・ロハスN・カステヤノスK・シュワーバー |
| 先発投手                       | 先発投手                       | 先発投手                       | 投球                           | M・ケリーG・モレノC・ウォーカーK・マルテE・ロンゴリアG・ペルドモL・グリエルJr.A・トーマスC・キャロルT・ファム | 先発投手                     | 先発投手                     | 先発投手                     | 投球                         | A・ノラJ・リアルミュートB・ハーパーB・ストットA・ボームT・ターナーB・マーシュJ・ロハスN・カステヤノスK・シュワーバー |
| M・ケリー                      | M・ケリー                      | M・ケリー                      | 右                             | M・ケリーG・モレノC・ウォーカーK・マルテE・ロンゴリアG・ペルドモL・グリエルJr.A・トーマスC・キャロルT・ファム | A・ノラ                      | A・ノラ                      | A・ノラ                      | 右                           | A・ノラJ・リアルミュートB・ハーパーB・ストットA・ボームT・ターナーB・マーシュJ・ロハスN・カステヤノスK・シュワーバー |

### 第3戦 10月19日
- チェイス・フィールド（アリゾナ州フェニックス）

|                                | 1 | 2 | 3 | 4 | 5 | 6 | 7 | 8 | 9  | R | H | E |
| ------------------------------ | - | - | - | - | - | - | - | - | -- | - | - | - |
| フィラデルフィア・フィリーズ   | 0 | 0 | 0 | 0 | 0 | 0 | 1 | 0 | 0  | 1 | 3 | 0 |
| アリゾナ・ダイヤモンドバックス | 0 | 0 | 0 | 0 | 0 | 0 | 1 | 0 | 1x | 2 | 9 | 0 |

1. 勝利：ポール・シーウォルド（1勝）
2. 敗戦：クレイグ・キンブレル（1敗1S）
3. 審判
［球審］ダン・アイアソーニャ
［塁審］一塁: ランス・バークスデイル、二塁: トリップ・ギブソン、三塁: アダム・ハマリ
［外審］左翼: アンディ・フレッチャー、右翼: カルロス・トーレス
4. 試合開始時刻: 山岳部標準時（UTC-7）午後2時7分  試合時間: 2時間49分  観客: 4万7075人  気温: 76°F（24.4°C）
詳細: MLB.com Gameday / ESPN.com / Baseball-Reference.com / FanGraphs

| フィラデルフィア・フィリーズ | フィラデルフィア・フィリーズ | フィラデルフィア・フィリーズ | フィラデルフィア・フィリーズ | フィラデルフィア・フィリーズ                                                                                             | アリゾナ・ダイヤモンドバックス | アリゾナ・ダイヤモンドバックス | アリゾナ・ダイヤモンドバックス | アリゾナ・ダイヤモンドバックス | アリゾナ・ダイヤモンドバックス                                                                                |
| ---------------------------- | ---------------------------- | ---------------------------- | ---------------------------- | --- | ------------------------------ | ------------------------------ | ------------------------------ | ------------------------------ | --- |
| 打順                         | 守備                         | 選手                         | 打席                         | R・スアレスJ・リアルミュートB・ハーパーB・ストットA・ボームT・ターナーB・マーシュJ・ロハスN・カステヤノスK・シュワーバー | 打順                           | 守備                           | 選手                           | 打席                           | B・ファートG・モレノC・ウォーカーK・マルテE・リベラG・ペルドモL・グリエルJr.C・キャロルT・ファムE・ロンゴリア |
| 1                            | DH                           | K・シュワーバー              | 左                           | R・スアレスJ・リアルミュートB・ハーパーB・ストットA・ボームT・ターナーB・マーシュJ・ロハスN・カステヤノスK・シュワーバー | 1                              | 二                             | K・マルテ                      | 両                             | B・ファートG・モレノC・ウォーカーK・マルテE・リベラG・ペルドモL・グリエルJr.C・キャロルT・ファムE・ロンゴリア |
| 2                            | 遊                           | T・ターナー                  | 右                           | R・スアレスJ・リアルミュートB・ハーパーB・ストットA・ボームT・ターナーB・マーシュJ・ロハスN・カステヤノスK・シュワーバー | 2                              | 中                             | C・キャロル                    | 左                             | B・ファートG・モレノC・ウォーカーK・マルテE・リベラG・ペルドモL・グリエルJr.C・キャロルT・ファムE・ロンゴリア |
| 3                            | 一                           | B・ハーパー                  | 左                           | R・スアレスJ・リアルミュートB・ハーパーB・ストットA・ボームT・ターナーB・マーシュJ・ロハスN・カステヤノスK・シュワーバー | 3                              | 捕                             | G・モレノ                      | 右                             | B・ファートG・モレノC・ウォーカーK・マルテE・リベラG・ペルドモL・グリエルJr.C・キャロルT・ファムE・ロンゴリア |
| 4                            | 三                           | A・ボーム                    | 右                           | R・スアレスJ・リアルミュートB・ハーパーB・ストットA・ボームT・ターナーB・マーシュJ・ロハスN・カステヤノスK・シュワーバー | 4                              | 一                             | C・ウォーカー                  | 右                             | B・ファートG・モレノC・ウォーカーK・マルテE・リベラG・ペルドモL・グリエルJr.C・キャロルT・ファムE・ロンゴリア |
| 5                            | 二                           | B・ストット                  | 左                           | R・スアレスJ・リアルミュートB・ハーパーB・ストットA・ボームT・ターナーB・マーシュJ・ロハスN・カステヤノスK・シュワーバー | 5                              | 右                             | T・ファム                      | 右                             | B・ファートG・モレノC・ウォーカーK・マルテE・リベラG・ペルドモL・グリエルJr.C・キャロルT・ファムE・ロンゴリア |
| 6                            | 捕                           | J・リアルミュート            | 右                           | R・スアレスJ・リアルミュートB・ハーパーB・ストットA・ボームT・ターナーB・マーシュJ・ロハスN・カステヤノスK・シュワーバー | 6                              | 左                             | L・グリエルJr.                 | 右                             | B・ファートG・モレノC・ウォーカーK・マルテE・リベラG・ペルドモL・グリエルJr.C・キャロルT・ファムE・ロンゴリア |
| 7                            | 右                           | N・カステヤノス              | 右                           | R・スアレスJ・リアルミュートB・ハーパーB・ストットA・ボームT・ターナーB・マーシュJ・ロハスN・カステヤノスK・シュワーバー | 7                              | DH                             | E・ロンゴリア                  | 右                             | B・ファートG・モレノC・ウォーカーK・マルテE・リベラG・ペルドモL・グリエルJr.C・キャロルT・ファムE・ロンゴリア |
| 8                            | 左                           | B・マーシュ                  | 左                           | R・スアレスJ・リアルミュートB・ハーパーB・ストットA・ボームT・ターナーB・マーシュJ・ロハスN・カステヤノスK・シュワーバー | 8                              | 三                             | E・リベラ                      | 右                             | B・ファートG・モレノC・ウォーカーK・マルテE・リベラG・ペルドモL・グリエルJr.C・キャロルT・ファムE・ロンゴリア |
| 9                            | 中                           | J・ロハス                    | 右                           | R・スアレスJ・リアルミュートB・ハーパーB・ストットA・ボームT・ターナーB・マーシュJ・ロハスN・カステヤノスK・シュワーバー | 9                              | 遊                             | G・ペルドモ                    | 両                             | B・ファートG・モレノC・ウォーカーK・マルテE・リベラG・ペルドモL・グリエルJr.C・キャロルT・ファムE・ロンゴリア |
| 先発投手                     | 先発投手                     | 先発投手                     | 投球                         | R・スアレスJ・リアルミュートB・ハーパーB・ストットA・ボームT・ターナーB・マーシュJ・ロハスN・カステヤノスK・シュワーバー | 先発投手                       | 先発投手                       | 先発投手                       | 投球                           | B・ファートG・モレノC・ウォーカーK・マルテE・リベラG・ペルドモL・グリエルJr.C・キャロルT・ファムE・ロンゴリア |
| R・スアレス                  | R・スアレス                  | R・スアレス                  | 左                           | R・スアレスJ・リアルミュートB・ハーパーB・ストットA・ボームT・ターナーB・マーシュJ・ロハスN・カステヤノスK・シュワーバー | B・ファート                    | B・ファート                    | B・ファート                    | 右                             | B・ファートG・モレノC・ウォーカーK・マルテE・リベラG・ペルドモL・グリエルJr.C・キャロルT・ファムE・ロンゴリア |

### 第4戦 10月20日
- チェイス・フィールド（アリゾナ州フェニックス）

|                                | 1 | 2 | 3 | 4 | 5 | 6 | 7 | 8 | 9 | R | H | E |
| ------------------------------ | - | - | - | - | - | - | - | - | - | - | - | - |
| フィラデルフィア・フィリーズ   | 0 | 0 | 0 | 1 | 1 | 2 | 1 | 0 | 0 | 5 | 8 | 1 |
| アリゾナ・ダイヤモンドバックス | 0 | 1 | 1 | 0 | 0 | 0 | 1 | 3 | X | 6 | 9 | 1 |

1. 勝利：ケビン・ジンケル（1勝）
2. セーブ：ポール・シーウォルド（1勝1S）
3. 敗戦：クレイグ・キンブレル（2敗1S）
4. 本塁打
PHI：カイル・シュワーバー4号ソロ
ARI：アレク・トーマス1号2ラン
5. 審判
［球審］マイク・ムフリンスキー
［塁審］一塁: トリップ・ギブソン、二塁: アダム・ハマリ、三塁: アンディ・フレッチャー
［外審］左翼: カルロス・トーレス、右翼: ダン・アイアソーニャ
6. 試合開始時刻: 山岳部標準時（UTC-7）午後5時8分  試合時間: 3時間27分  観客: 4万7806人  気温: 76°F（24.4°C）
詳細: MLB.com Gameday / ESPN.com / Baseball-Reference.com / FanGraphs

| フィラデルフィア・フィリーズ | フィラデルフィア・フィリーズ | フィラデルフィア・フィリーズ | フィラデルフィア・フィリーズ | フィラデルフィア・フィリーズ                                                                                               | アリゾナ・ダイヤモンドバックス | アリゾナ・ダイヤモンドバックス | アリゾナ・ダイヤモンドバックス | アリゾナ・ダイヤモンドバックス | アリゾナ・ダイヤモンドバックス                                                                                      |
| ---------------------------- | ---------------------------- | ---------------------------- | ---------------------------- | --- | ------------------------------ | ------------------------------ | ------------------------------ | ------------------------------ | --- |
| 打順                         | 守備                         | 選手                         | 打席                         | C・サンチェスJ・リアルミュートB・ハーパーB・ストットA・ボームT・ターナーB・マーシュJ・ロハスN・カステヤノスK・シュワーバー | 打順                           | 守備                           | 選手                           | 打席                           | J・マンティプリーG・モレノC・ウォーカーK・マルテE・リベラG・ペルドモL・グリエルJr.C・キャロルT・ファムE・ロンゴリア |
| 1                            | DH                           | K・シュワーバー              | 左                           | C・サンチェスJ・リアルミュートB・ハーパーB・ストットA・ボームT・ターナーB・マーシュJ・ロハスN・カステヤノスK・シュワーバー | 1                              | 二                             | K・マルテ                      | 両                             | J・マンティプリーG・モレノC・ウォーカーK・マルテE・リベラG・ペルドモL・グリエルJr.C・キャロルT・ファムE・ロンゴリア |
| 2                            | 遊                           | T・ターナー                  | 右                           | C・サンチェスJ・リアルミュートB・ハーパーB・ストットA・ボームT・ターナーB・マーシュJ・ロハスN・カステヤノスK・シュワーバー | 2                              | 中                             | C・キャロル                    | 左                             | J・マンティプリーG・モレノC・ウォーカーK・マルテE・リベラG・ペルドモL・グリエルJr.C・キャロルT・ファムE・ロンゴリア |
| 3                            | 一                           | B・ハーパー                  | 左                           | C・サンチェスJ・リアルミュートB・ハーパーB・ストットA・ボームT・ターナーB・マーシュJ・ロハスN・カステヤノスK・シュワーバー | 3                              | 捕                             | G・モレノ                      | 右                             | J・マンティプリーG・モレノC・ウォーカーK・マルテE・リベラG・ペルドモL・グリエルJr.C・キャロルT・ファムE・ロンゴリア |
| 4                            | 三                           | A・ボーム                    | 右                           | C・サンチェスJ・リアルミュートB・ハーパーB・ストットA・ボームT・ターナーB・マーシュJ・ロハスN・カステヤノスK・シュワーバー | 4                              | 一                             | C・ウォーカー                  | 右                             | J・マンティプリーG・モレノC・ウォーカーK・マルテE・リベラG・ペルドモL・グリエルJr.C・キャロルT・ファムE・ロンゴリア |
| 5                            | 二                           | B・ストット                  | 左                           | C・サンチェスJ・リアルミュートB・ハーパーB・ストットA・ボームT・ターナーB・マーシュJ・ロハスN・カステヤノスK・シュワーバー | 5                              | 右                             | T・ファム                      | 右                             | J・マンティプリーG・モレノC・ウォーカーK・マルテE・リベラG・ペルドモL・グリエルJr.C・キャロルT・ファムE・ロンゴリア |
| 6                            | 捕                           | J・リアルミュート            | 右                           | C・サンチェスJ・リアルミュートB・ハーパーB・ストットA・ボームT・ターナーB・マーシュJ・ロハスN・カステヤノスK・シュワーバー | 6                              | 左                             | L・グリエルJr.                 | 右                             | J・マンティプリーG・モレノC・ウォーカーK・マルテE・リベラG・ペルドモL・グリエルJr.C・キャロルT・ファムE・ロンゴリア |
| 7                            | 右                           | N・カステヤノス              | 右                           | C・サンチェスJ・リアルミュートB・ハーパーB・ストットA・ボームT・ターナーB・マーシュJ・ロハスN・カステヤノスK・シュワーバー | 7                              | DH                             | E・ロンゴリア                  | 右                             | J・マンティプリーG・モレノC・ウォーカーK・マルテE・リベラG・ペルドモL・グリエルJr.C・キャロルT・ファムE・ロンゴリア |
| 8                            | 左                           | B・マーシュ                  | 左                           | C・サンチェスJ・リアルミュートB・ハーパーB・ストットA・ボームT・ターナーB・マーシュJ・ロハスN・カステヤノスK・シュワーバー | 8                              | 三                             | E・リベラ                      | 右                             | J・マンティプリーG・モレノC・ウォーカーK・マルテE・リベラG・ペルドモL・グリエルJr.C・キャロルT・ファムE・ロンゴリア |
| 9                            | 中                           | J・ロハス                    | 右                           | C・サンチェスJ・リアルミュートB・ハーパーB・ストットA・ボームT・ターナーB・マーシュJ・ロハスN・カステヤノスK・シュワーバー | 9                              | 遊                             | G・ペルドモ                    | 両                             | J・マンティプリーG・モレノC・ウォーカーK・マルテE・リベラG・ペルドモL・グリエルJr.C・キャロルT・ファムE・ロンゴリア |
| 先発投手                     | 先発投手                     | 先発投手                     | 投球                         | C・サンチェスJ・リアルミュートB・ハーパーB・ストットA・ボームT・ターナーB・マーシュJ・ロハスN・カステヤノスK・シュワーバー | 先発投手                       | 先発投手                       | 先発投手                       | 投球                           | J・マンティプリーG・モレノC・ウォーカーK・マルテE・リベラG・ペルドモL・グリエルJr.C・キャロルT・ファムE・ロンゴリア |
| C・サンチェス                | C・サンチェス                | C・サンチェス                | 左                           | C・サンチェスJ・リアルミュートB・ハーパーB・ストットA・ボームT・ターナーB・マーシュJ・ロハスN・カステヤノスK・シュワーバー | J・マンティプリー              | J・マンティプリー              | J・マンティプリー              | 左                             | J・マンティプリーG・モレノC・ウォーカーK・マルテE・リベラG・ペルドモL・グリエルJr.C・キャロルT・ファムE・ロンゴリア |

### 第5戦 10月21日
- チェイス・フィールド（アリゾナ州フェニックス）

|                                | 1 | 2 | 3 | 4 | 5 | 6 | 7 | 8 | 9 | R | H | E |
| ------------------------------ | - | - | - | - | - | - | - | - | - | - | - | - |
| フィラデルフィア・フィリーズ   | 2 | 0 | 0 | 0 | 0 | 2 | 0 | 2 | 0 | 6 | 9 | 0 |
| アリゾナ・ダイヤモンドバックス | 0 | 0 | 0 | 0 | 0 | 0 | 1 | 0 | 0 | 1 | 8 | 2 |

1. 勝利：ザック・ウィーラー（2勝）
2. 敗戦：ザック・ガレン（2敗）
3. 本塁打
PHI：カイル・シュワーバー5号ソロ、ブライス・ハーパー2号ソロ、J.T.リアルミュート1号2ラン
ARI：アレク・トーマス2号ソロ
4. 審判
［球審］ランス・バークスデイル
［塁審］一塁: アダム・ハマリ、二塁: アンディ・フレッチャー、三塁: カルロス・トーレス
［外審］左翼: ダン・アイアソーニャ、右翼: マイク・ムフリンスキー
5. 試合開始時刻: 山岳部標準時（UTC-7）午後5時10分  試合時間: 2時間52分  観客: 4万7897人  気温: 76°F（24.4°C）
詳細: MLB.com Gameday / ESPN.com / Baseball-Reference.com / FanGraphs

| フィラデルフィア・フィリーズ | フィラデルフィア・フィリーズ | フィラデルフィア・フィリーズ | フィラデルフィア・フィリーズ | フィラデルフィア・フィリーズ                                                                                               | アリゾナ・ダイヤモンドバックス | アリゾナ・ダイヤモンドバックス | アリゾナ・ダイヤモンドバックス | アリゾナ・ダイヤモンドバックス | アリゾナ・ダイヤモンドバックス                                                                                |
| ---------------------------- | ---------------------------- | ---------------------------- | ---------------------------- | --- | ------------------------------ | ------------------------------ | ------------------------------ | ------------------------------ | --- |
| 打順                         | 守備                         | 選手                         | 打席                         | Z・ウィーラーJ・リアルミュートB・ハーパーB・ストットA・ボームT・ターナーB・マーシュJ・ロハスN・カステヤノスK・シュワーバー | 打順                           | 守備                           | 選手                           | 打席                           | Z・ガレンG・モレノC・ウォーカーK・マルテE・ロンゴリアG・ペルドモL・グリエルJr.A・トーマスC・キャロルP・スミス |
| 1                            | DH                           | K・シュワーバー              | 左                           | Z・ウィーラーJ・リアルミュートB・ハーパーB・ストットA・ボームT・ターナーB・マーシュJ・ロハスN・カステヤノスK・シュワーバー | 1                              | 右                             | C・キャロル                    | 左                             | Z・ガレンG・モレノC・ウォーカーK・マルテE・ロンゴリアG・ペルドモL・グリエルJr.A・トーマスC・キャロルP・スミス |
| 2                            | 遊                           | T・ターナー                  | 右                           | Z・ウィーラーJ・リアルミュートB・ハーパーB・ストットA・ボームT・ターナーB・マーシュJ・ロハスN・カステヤノスK・シュワーバー | 2                              | 二                             | K・マルテ                      | 両                             | Z・ガレンG・モレノC・ウォーカーK・マルテE・ロンゴリアG・ペルドモL・グリエルJr.A・トーマスC・キャロルP・スミス |
| 3                            | 一                           | B・ハーパー                  | 左                           | Z・ウィーラーJ・リアルミュートB・ハーパーB・ストットA・ボームT・ターナーB・マーシュJ・ロハスN・カステヤノスK・シュワーバー | 3                              | 捕                             | G・モレノ                      | 右                             | Z・ガレンG・モレノC・ウォーカーK・マルテE・ロンゴリアG・ペルドモL・グリエルJr.A・トーマスC・キャロルP・スミス |
| 4                            | 三                           | A・ボーム                    | 右                           | Z・ウィーラーJ・リアルミュートB・ハーパーB・ストットA・ボームT・ターナーB・マーシュJ・ロハスN・カステヤノスK・シュワーバー | 4                              | 一                             | C・ウォーカー                  | 右                             | Z・ガレンG・モレノC・ウォーカーK・マルテE・ロンゴリアG・ペルドモL・グリエルJr.A・トーマスC・キャロルP・スミス |
| 5                            | 二                           | B・ストット                  | 左                           | Z・ウィーラーJ・リアルミュートB・ハーパーB・ストットA・ボームT・ターナーB・マーシュJ・ロハスN・カステヤノスK・シュワーバー | 5                              | DH                             | P・スミス                      | 左                             | Z・ガレンG・モレノC・ウォーカーK・マルテE・ロンゴリアG・ペルドモL・グリエルJr.A・トーマスC・キャロルP・スミス |
| 6                            | 捕                           | J・リアルミュート            | 右                           | Z・ウィーラーJ・リアルミュートB・ハーパーB・ストットA・ボームT・ターナーB・マーシュJ・ロハスN・カステヤノスK・シュワーバー | 6                              | 左                             | L・グリエルJr.                 | 右                             | Z・ガレンG・モレノC・ウォーカーK・マルテE・ロンゴリアG・ペルドモL・グリエルJr.A・トーマスC・キャロルP・スミス |
| 7                            | 右                           | N・カステヤノス              | 右                           | Z・ウィーラーJ・リアルミュートB・ハーパーB・ストットA・ボームT・ターナーB・マーシュJ・ロハスN・カステヤノスK・シュワーバー | 7                              | 中                             | A・トーマス                    | 左                             | Z・ガレンG・モレノC・ウォーカーK・マルテE・ロンゴリアG・ペルドモL・グリエルJr.A・トーマスC・キャロルP・スミス |
| 8                            | 左                           | B・マーシュ                  | 左                           | Z・ウィーラーJ・リアルミュートB・ハーパーB・ストットA・ボームT・ターナーB・マーシュJ・ロハスN・カステヤノスK・シュワーバー | 8                              | 三                             | E・ロンゴリア                  | 右                             | Z・ガレンG・モレノC・ウォーカーK・マルテE・ロンゴリアG・ペルドモL・グリエルJr.A・トーマスC・キャロルP・スミス |
| 9                            | 中                           | J・ロハス                    | 右                           | Z・ウィーラーJ・リアルミュートB・ハーパーB・ストットA・ボームT・ターナーB・マーシュJ・ロハスN・カステヤノスK・シュワーバー | 9                              | 遊                             | G・ペルドモ                    | 両                             | Z・ガレンG・モレノC・ウォーカーK・マルテE・ロンゴリアG・ペルドモL・グリエルJr.A・トーマスC・キャロルP・スミス |
| 先発投手                     | 先発投手                     | 先発投手                     | 投球                         | Z・ウィーラーJ・リアルミュートB・ハーパーB・ストットA・ボームT・ターナーB・マーシュJ・ロハスN・カステヤノスK・シュワーバー | 先発投手                       | 先発投手                       | 先発投手                       | 投球                           | Z・ガレンG・モレノC・ウォーカーK・マルテE・ロンゴリアG・ペルドモL・グリエルJr.A・トーマスC・キャロルP・スミス |
| Z・ウィーラー                | Z・ウィーラー                | Z・ウィーラー                | 右                           | Z・ウィーラーJ・リアルミュートB・ハーパーB・ストットA・ボームT・ターナーB・マーシュJ・ロハスN・カステヤノスK・シュワーバー | Z・ガレン                      | Z・ガレン                      | Z・ガレン                      | 右                             | Z・ガレンG・モレノC・ウォーカーK・マルテE・ロンゴリアG・ペルドモL・グリエルJr.A・トーマスC・キャロルP・スミス |

### 第6戦 10月23日
- シチズンズ・バンク・パーク（ペンシルベニア州フィラデルフィア）

|                                | 1 | 2 | 3 | 4 | 5 | 6 | 7 | 8 | 9 | R | H  | E |
| ------------------------------ | - | - | - | - | - | - | - | - | - | - | -- | - |
| アリゾナ・ダイヤモンドバックス | 0 | 3 | 0 | 0 | 1 | 0 | 1 | 0 | 0 | 5 | 10 | 0 |
| フィラデルフィア・フィリーズ   | 0 | 1 | 0 | 0 | 0 | 0 | 0 | 0 | 0 | 1 | 6  | 1 |

1. 勝利：メリル・ケリー（1勝1敗）
2. 敗戦：アーロン・ノラ（1勝1敗）
3. 本塁打
ARI：トミー・ファム1号ソロ、ルルデス・グリエル・ジュニア1号ソロ
4. 審判
［球審］トリップ・ギブソン
［塁審］一塁: アンディ・フレッチャー、二塁: カルロス・トーレス、三塁: ダン・アイアソーニャ
［外審］左翼: マイク・ムフリンスキー、右翼: ランス・バークスデイル
5. 試合開始時刻: 東部夏時間（UTC-4）午後5時7分  試合時間: 3時間2分  観客: 4万5473人  気温: 63°F（17.2°C）
詳細: MLB.com Gameday / ESPN.com / Baseball-Reference.com / FanGraphs

| アリゾナ・ダイヤモンドバックス | アリゾナ・ダイヤモンドバックス | アリゾナ・ダイヤモンドバックス | アリゾナ・ダイヤモンドバックス | アリゾナ・ダイヤモンドバックス                                                                                | フィラデルフィア・フィリーズ | フィラデルフィア・フィリーズ | フィラデルフィア・フィリーズ | フィラデルフィア・フィリーズ | フィラデルフィア・フィリーズ                                                                                         |
| ------------------------------ | ------------------------------ | ------------------------------ | ------------------------------ | --- | ---------------------------- | ---------------------------- | ---------------------------- | ---------------------------- | --- |
| 打順                           | 守備                           | 選手                           | 打席                           | M・ケリーG・モレノC・ウォーカーK・マルテE・ロンゴリアG・ペルドモL・グリエルJr.A・トーマスC・キャロルT・ファム | 打順                         | 守備                         | 選手                         | 打席                         | A・ノラJ・リアルミュートB・ハーパーB・ストットA・ボームT・ターナーB・マーシュJ・ロハスN・カステヤノスK・シュワーバー |
| 1                              | 右                             | C・キャロル                    | 左                             | M・ケリーG・モレノC・ウォーカーK・マルテE・ロンゴリアG・ペルドモL・グリエルJr.A・トーマスC・キャロルT・ファム | 1                            | DH                           | K・シュワーバー              | 左                           | A・ノラJ・リアルミュートB・ハーパーB・ストットA・ボームT・ターナーB・マーシュJ・ロハスN・カステヤノスK・シュワーバー |
| 2                              | 二                             | K・マルテ                      | 両                             | M・ケリーG・モレノC・ウォーカーK・マルテE・ロンゴリアG・ペルドモL・グリエルJr.A・トーマスC・キャロルT・ファム | 2                            | 遊                           | T・ターナー                  | 右                           | A・ノラJ・リアルミュートB・ハーパーB・ストットA・ボームT・ターナーB・マーシュJ・ロハスN・カステヤノスK・シュワーバー |
| 3                              | 捕                             | G・モレノ                      | 右                             | M・ケリーG・モレノC・ウォーカーK・マルテE・ロンゴリアG・ペルドモL・グリエルJr.A・トーマスC・キャロルT・ファム | 3                            | 一                           | B・ハーパー                  | 左                           | A・ノラJ・リアルミュートB・ハーパーB・ストットA・ボームT・ターナーB・マーシュJ・ロハスN・カステヤノスK・シュワーバー |
| 4                              | 一                             | C・ウォーカー                  | 右                             | M・ケリーG・モレノC・ウォーカーK・マルテE・ロンゴリアG・ペルドモL・グリエルJr.A・トーマスC・キャロルT・ファム | 4                            | 三                           | A・ボーム                    | 右                           | A・ノラJ・リアルミュートB・ハーパーB・ストットA・ボームT・ターナーB・マーシュJ・ロハスN・カステヤノスK・シュワーバー |
| 5                              | DH                             | T・ファム                      | 右                             | M・ケリーG・モレノC・ウォーカーK・マルテE・ロンゴリアG・ペルドモL・グリエルJr.A・トーマスC・キャロルT・ファム | 5                            | 二                           | B・ストット                  | 左                           | A・ノラJ・リアルミュートB・ハーパーB・ストットA・ボームT・ターナーB・マーシュJ・ロハスN・カステヤノスK・シュワーバー |
| 6                              | 左                             | L・グリエルJr.                 | 右                             | M・ケリーG・モレノC・ウォーカーK・マルテE・ロンゴリアG・ペルドモL・グリエルJr.A・トーマスC・キャロルT・ファム | 6                            | 捕                           | J・リアルミュート            | 右                           | A・ノラJ・リアルミュートB・ハーパーB・ストットA・ボームT・ターナーB・マーシュJ・ロハスN・カステヤノスK・シュワーバー |
| 7                              | 中                             | A・トーマス                    | 左                             | M・ケリーG・モレノC・ウォーカーK・マルテE・ロンゴリアG・ペルドモL・グリエルJr.A・トーマスC・キャロルT・ファム | 7                            | 右                           | N・カステヤノス              | 右                           | A・ノラJ・リアルミュートB・ハーパーB・ストットA・ボームT・ターナーB・マーシュJ・ロハスN・カステヤノスK・シュワーバー |
| 8                              | 三                             | E・ロンゴリア                  | 右                             | M・ケリーG・モレノC・ウォーカーK・マルテE・ロンゴリアG・ペルドモL・グリエルJr.A・トーマスC・キャロルT・ファム | 8                            | 左                           | B・マーシュ                  | 左                           | A・ノラJ・リアルミュートB・ハーパーB・ストットA・ボームT・ターナーB・マーシュJ・ロハスN・カステヤノスK・シュワーバー |
| 9                              | 遊                             | G・ペルドモ                    | 両                             | M・ケリーG・モレノC・ウォーカーK・マルテE・ロンゴリアG・ペルドモL・グリエルJr.A・トーマスC・キャロルT・ファム | 9                            | 中                           | J・ロハス                    | 右                           | A・ノラJ・リアルミュートB・ハーパーB・ストットA・ボームT・ターナーB・マーシュJ・ロハスN・カステヤノスK・シュワーバー |
| 先発投手                       | 先発投手                       | 先発投手                       | 投球                           | M・ケリーG・モレノC・ウォーカーK・マルテE・ロンゴリアG・ペルドモL・グリエルJr.A・トーマスC・キャロルT・ファム | 先発投手                     | 先発投手                     | 先発投手                     | 投球                         | A・ノラJ・リアルミュートB・ハーパーB・ストットA・ボームT・ターナーB・マーシュJ・ロハスN・カステヤノスK・シュワーバー |
| M・ケリー                      | M・ケリー                      | M・ケリー                      | 右                             | M・ケリーG・モレノC・ウォーカーK・マルテE・ロンゴリアG・ペルドモL・グリエルJr.A・トーマスC・キャロルT・ファム | A・ノラ                      | A・ノラ                      | A・ノラ                      | 右                           | A・ノラJ・リアルミュートB・ハーパーB・ストットA・ボームT・ターナーB・マーシュJ・ロハスN・カステヤノスK・シュワーバー |

### 第7戦 10月24日
- シチズンズ・バンク・パーク（ペンシルベニア州フィラデルフィア）

|                                | 1 | 2 | 3 | 4 | 5 | 6 | 7 | 8 | 9 | R | H  | E |
| ------------------------------ | - | - | - | - | - | - | - | - | - | - | -- | - |
| アリゾナ・ダイヤモンドバックス | 1 | 0 | 0 | 0 | 2 | 0 | 1 | 0 | 0 | 4 | 11 | 0 |
| フィラデルフィア・フィリーズ   | 0 | 1 | 0 | 1 | 0 | 0 | 0 | 0 | 0 | 2 | 5  | 0 |

1. 勝利：ライアン・トンプソン（1勝）
2. セーブ：ポール・シーウォルド（1勝2S）
3. 敗戦：レンジャー・スアレス（1敗）
4. 本塁打
PHI：アレク・ボーム1号ソロ
5. 審判
［球審］アダム・ハマリ
［塁審］一塁: カルロス・トーレス、二塁: ダン・アイアソーニャ、三塁: マイク・ムフリンスキー
［外審］左翼: ランス・バークスデイル、右翼: トリップ・ギブソン
6. 試合開始時刻: 東部夏時間（UTC-4）午後8時8分  試合時間: 3時間13分  観客: 4万5397人  気温: 59°F（15°C）
詳細: MLB.com Gameday / ESPN.com / Baseball-Reference.com / FanGraphs

| アリゾナ・ダイヤモンドバックス | アリゾナ・ダイヤモンドバックス | アリゾナ・ダイヤモンドバックス | アリゾナ・ダイヤモンドバックス | アリゾナ・ダイヤモンドバックス                                                                                | フィラデルフィア・フィリーズ | フィラデルフィア・フィリーズ | フィラデルフィア・フィリーズ | フィラデルフィア・フィリーズ | フィラデルフィア・フィリーズ                                                                                             |
| ------------------------------ | ------------------------------ | ------------------------------ | ------------------------------ | --- | ---------------------------- | ---------------------------- | ---------------------------- | ---------------------------- | --- |
| 打順                           | 守備                           | 選手                           | 打席                           | B・ファートG・モレノC・ウォーカーK・マルテE・リベラG・ペルドモL・グリエルJr.C・キャロルT・ファムE・ロンゴリア | 打順                         | 守備                         | 選手                         | 打席                         | R・スアレスJ・リアルミュートB・ハーパーB・ストットA・ボームT・ターナーB・マーシュJ・ロハスN・カステヤノスK・シュワーバー |
| 1                              | 二                             | K・マルテ                      | 両                             | B・ファートG・モレノC・ウォーカーK・マルテE・リベラG・ペルドモL・グリエルJr.C・キャロルT・ファムE・ロンゴリア | 1                            | DH                           | K・シュワーバー              | 左                           | R・スアレスJ・リアルミュートB・ハーパーB・ストットA・ボームT・ターナーB・マーシュJ・ロハスN・カステヤノスK・シュワーバー |
| 2                              | 中                             | C・キャロル                    | 左                             | B・ファートG・モレノC・ウォーカーK・マルテE・リベラG・ペルドモL・グリエルJr.C・キャロルT・ファムE・ロンゴリア | 2                            | 遊                           | T・ターナー                  | 右                           | R・スアレスJ・リアルミュートB・ハーパーB・ストットA・ボームT・ターナーB・マーシュJ・ロハスN・カステヤノスK・シュワーバー |
| 3                              | 捕                             | G・モレノ                      | 右                             | B・ファートG・モレノC・ウォーカーK・マルテE・リベラG・ペルドモL・グリエルJr.C・キャロルT・ファムE・ロンゴリア | 3                            | 一                           | B・ハーパー                  | 左                           | R・スアレスJ・リアルミュートB・ハーパーB・ストットA・ボームT・ターナーB・マーシュJ・ロハスN・カステヤノスK・シュワーバー |
| 4                              | 一                             | C・ウォーカー                  | 右                             | B・ファートG・モレノC・ウォーカーK・マルテE・リベラG・ペルドモL・グリエルJr.C・キャロルT・ファムE・ロンゴリア | 4                            | 三                           | A・ボーム                    | 右                           | R・スアレスJ・リアルミュートB・ハーパーB・ストットA・ボームT・ターナーB・マーシュJ・ロハスN・カステヤノスK・シュワーバー |
| 5                              | 右                             | T・ファム                      | 右                             | B・ファートG・モレノC・ウォーカーK・マルテE・リベラG・ペルドモL・グリエルJr.C・キャロルT・ファムE・ロンゴリア | 5                            | 二                           | B・ストット                  | 左                           | R・スアレスJ・リアルミュートB・ハーパーB・ストットA・ボームT・ターナーB・マーシュJ・ロハスN・カステヤノスK・シュワーバー |
| 6                              | 左                             | L・グリエルJr.                 | 右                             | B・ファートG・モレノC・ウォーカーK・マルテE・リベラG・ペルドモL・グリエルJr.C・キャロルT・ファムE・ロンゴリア | 6                            | 捕                           | J・リアルミュート            | 右                           | R・スアレスJ・リアルミュートB・ハーパーB・ストットA・ボームT・ターナーB・マーシュJ・ロハスN・カステヤノスK・シュワーバー |
| 7                              | DH                             | E・ロンゴリア                  | 右                             | B・ファートG・モレノC・ウォーカーK・マルテE・リベラG・ペルドモL・グリエルJr.C・キャロルT・ファムE・ロンゴリア | 7                            | 右                           | N・カステヤノス              | 右                           | R・スアレスJ・リアルミュートB・ハーパーB・ストットA・ボームT・ターナーB・マーシュJ・ロハスN・カステヤノスK・シュワーバー |
| 8                              | 三                             | E・リベラ                      | 右                             | B・ファートG・モレノC・ウォーカーK・マルテE・リベラG・ペルドモL・グリエルJr.C・キャロルT・ファムE・ロンゴリア | 8                            | 左                           | B・マーシュ                  | 左                           | R・スアレスJ・リアルミュートB・ハーパーB・ストットA・ボームT・ターナーB・マーシュJ・ロハスN・カステヤノスK・シュワーバー |
| 9                              | 遊                             | G・ペルドモ                    | 両                             | B・ファートG・モレノC・ウォーカーK・マルテE・リベラG・ペルドモL・グリエルJr.C・キャロルT・ファムE・ロンゴリア | 9                            | 中                           | J・ロハス                    | 右                           | R・スアレスJ・リアルミュートB・ハーパーB・ストットA・ボームT・ターナーB・マーシュJ・ロハスN・カステヤノスK・シュワーバー |
| 先発投手                       | 先発投手                       | 先発投手                       | 投球                           | B・ファートG・モレノC・ウォーカーK・マルテE・リベラG・ペルドモL・グリエルJr.C・キャロルT・ファムE・ロンゴリア | 先発投手                     | 先発投手                     | 先発投手                     | 投球                         | R・スアレスJ・リアルミュートB・ハーパーB・ストットA・ボームT・ターナーB・マーシュJ・ロハスN・カステヤノスK・シュワーバー |
| B・ファート                    | B・ファート                    | B・ファート                    | 右                             | B・ファートG・モレノC・ウォーカーK・マルテE・リベラG・ペルドモL・グリエルJr.C・キャロルT・ファムE・ロンゴリア | R・スアレス                  | R・スアレス                  | R・スアレス                  | 左                           | R・スアレスJ・リアルミュートB・ハーパーB・ストットA・ボームT・ターナーB・マーシュJ・ロハスN・カステヤノスK・シュワーバー |